# 8،1-نوناديين
8,1-نوناديين هو مركب عضوي هيدروكربوني من الدايينات صيغته C9H16، ويوجد في الشروط القياسية على شكل سائل عديم اللون.

## التحضير
يمكن أن يحضر المركب تقنياً من التحلل الحراري لمركب أسيتات حلقي النونين.

## الخواص
يوجد هذا المركب في الشروط القياسية على شكل سائل عديم اللون، وهو عملياً غير قابل للامتزاج مع الماء؛ لكنه يمتزج مع الدهون، وهو قابل للاشتعال.